# Monarch (bilmärke)

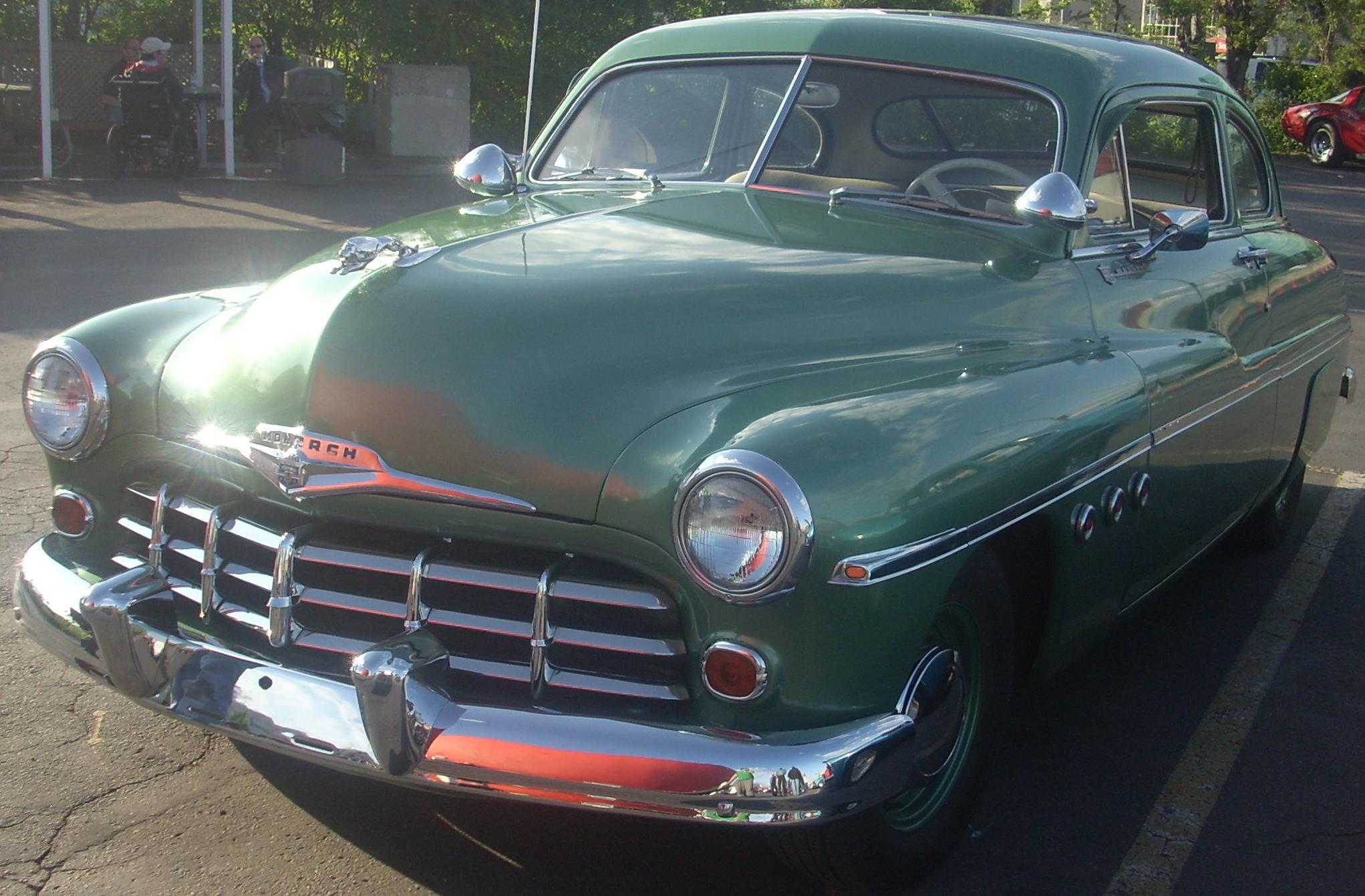
1949 Monarch Sedan Coupe.

Monarch var ett kanadensiskt personbilsmärke som tillverkades av Ford Motor Company i Kanada åren 1946 till 1961, med ett kortare uppehåll år 1958, och var uteslutande avsedd att säljas på den inhemska kanadensiska marknaden.
Ford Motor Company hade bedrivit tillverkning vid fabriken i Walkerville, Ontario (numera en del av Windsor, Ontario) ända sedan 1904. Personbilarna som byggdes vid denna anläggning var ursprungligen av samma utförande som de USA-tillverkade modellerna, men år 1946 inleddes tillverkning av det egna märket Monarch som var en lyxigare upplaga av Mercury. Ett par år senare introducerades även Meteor som var en lyxigare upplaga av de vanliga Ford-bilarna och låg i segmentet mellan Ford och Mercury.
År 1953 stängdes bilfabriken i Walkerville och all tillverkning flyttades över till en helt nybyggd industrianläggning i Oakville, Ontario.

## Produktion
Monarch tillverkades under åren 1946 till 1961 i totalt 95 421 exemplar fördelade på de sju olika modeller:
- Monarch (årsmodell 1946-1953)
- Custom (årsmodell 1954-1956)
- Lucerne (årsmodell 1954-1960)
- Custom Lucerne (årsmodell 1954)
- Richelieu (årsmodell 1955-1961)
- Turnpike Cruiser (årsmodell 1957)
- Sceptre (årsmodell 1959-1960)

Modellåret 1958 erbjöd man ingen Monarch eftersom Fordkoncernen detta år lanserade det nya bilmärket Edsel som låg i samma marknadssegment. Det faktum att Edsel blev en försäljningsflopp bidrog till att man inför modellåret 1959 återigen erbjöd bilköparna Monarch, vilken nu lanserades som Monarch II. Vikande försäljning för mellanklassbilar i början av 1960-talet ledde till att tillverkningen av bilmärket lades ner för gott år 1961.

## Övrigt
Bilen ska inte förväxlas med Mercury Monarch, vilken tillverkades åren 1975 till 1980.